# Вильявисенсьо (аэропорт)
Аэропорт Ла-Вангуардия  (исп. Aeropuerto Vanguardia), (ИАТА: VVC, ИКАО: SKVV) — коммерческий аэропорт, расположенный в черте города Вильявисенсио (департамент Мета, Колумбия), обслуживает авиационные перевозки города и других населённых пунктов департамента.

## Общие сведения
В 2007 году в аэропорту была построена взлётно-посадочная полоса длиной 2000 метров, что позволило принимать и отправлять коммерческие самолёты класса Boeing 727 и крупнее. В декабре того же года к операторам аэропорта LAN Colombia и SATENA добавилась бюджетная авиакомпания EasyFly, однако в силу ряда причин уже в январе 2008 года лоу-костер приостановил все рейсы из Ла-Вангуардии.
В 2013 году в аэропорту начала операционную деятельность другая бюджетная авиакомпания VivaColombia. В том же году порт начал работы по реорганизации и реконструкции объектов инфраструктуры пассажирского терминала, строительству нового грузового терминала и удлинению взлётно-посадочной полосы с 2000 до 2500 метров.

## Авиакомпании и пункты назначения
- LAN Colombia
  - Богота / международный аэропорт Эль-Дорадо

- SATENA
  - Богота / международный аэропорт Эль-Дорадо
  - Пуэрто-Карреньо / аэропорт имени Херман Олано
  - Инирида / аэропорт имени Сесара Гавириа Трухильо
  - Ла-Макарена / аэропорт Ла-Макарена
  - Миту / аэропорт имени Фабио Альберто Леона Бентлей

- Arkas
  - Медельин / международный аэропорт имени Хосе Марии Кордовы

- AeroTACA
  - Богота / международный аэропорт Эль-Дорадо
  - Йопаль / аэропорт Эль-Алькараван

### Отменённые маршруты
- Avianca
  - Богота / международный аэропорт Эль-Дорадо
  - Йопаль / аэропорт Эль-Алькараван

- EasyFly
  - Богота / международный аэропорт Эль-Дорадо

## Авиапроисшествия
- 6 июня 1985 года. Перегруженный Douglas C-53D (регистрационный HK-1340) авиакомпании LACOL Colombia сразу после взлёта упал на деревья и загорелся. Погибли все шесть человек, находившиеся на борту лайнера. Причиной катастрофы стал отказ правого двигателя[1]
- 28 мая 1993 года. Douglas C-53D (регистрационный HK-2213) авиакомпании Transoriente Colombia, выполнявший регулярный пассажирский рейс, разбился сразу после взлёта из аэропорта Ла-Вангуардия по причине отказа обоих двигателей. Погибло 7 из 29 человек, находившихся на борту самолёта[2].
- 30 марта 1996 года. Экипаж Douglas C-47B (регистрационный HK-2497) авиакомпании LANC Colombia, выполнявшего регулярный рейс в аэропорт Ла-Макарена, сразу после взлёта обнаружил технические неполадки с одним из двигателей и принял решение вернуться в аэропорт вылета. После совершения жёсткой посадки в Ла-Вангуардия у самолёта разрушилось шасси.[3].
- 3 ноября 2010 года на грузовом складе аэропорта произошёл взрыв, вызванный начинённой взрывчаткой почтовой посылкой. Пострадавших в результате инцидента не было, ряд авиакомпаний на время приостановил полёты из Ла-Вангуардии[4].